# Grigori Aleksandrovich Chirkin
Bản mẫu:Eastern Slavic name
Grigori Aleksandrovich Chirkin (tiếng Nga: Григорий Александрович Чиркин; sinh ngày 26 tháng 2 năm 1986) là một cầu thủ bóng đá người Nga. Anh thi đấu cho F.K. Orenburg.

## Sự nghiệp
Anh thi đấu 1 trận cho đội một của F.K. Lokomotiv Moskva tại Cúp quốc gia Nga.
Vào ngày 2 tháng 7 năm 2014, Chirkin ký bản hợp đồng 2 năm cùng với Anzhi Makhachkala.